# C. Vann Woodward
Comer Vann Woodward (13 novembre 1908 - 17 décembre 1999) est un historien américain. Ses travaux sont principalement centrés sur le sud des États-Unis et les relations entre les groupes raciaux. Il fut longtemps partisan de l'approche de Charles Austin Beard, soulignant l'importance des motivations économiques des acteurs en politique.
Woodward est l'une des figures de la gauche dans la communauté historienne des années 1930. Dans les années 1950, il est une figure du libéralisme politique et un partisan des droits civiques. Son livre The Strange Career of Jim Crow, qui a démontré que la ségrégation raciale était une invention de la fin du XIXe siècle plutôt qu'un développement inévitable de l'après-guerre de Sécession, est considéré par Martin Luther King Jr. comme « la Bible historique du mouvement américain des droits civiques ». Critiqué par la nouvelle gauche à la fin des années 1960, il s'est déplacé politiquement vers la droite. Il a remporté un prix Pulitzer d'histoire pour son édition annotée des journaux de guerre civile de Mary Chestnut.

## Éducation
C. Vann Woodward est né à Vanndale, dans l'Arkansas, une ville tirant son nom de la famille de sa mère, et qui est également le siège du comté de Cross de 1886 à 1903. Woodward fréquente le lycée de Morrilton. Il fréquenteé l'université Henderson-Brown, une petite école méthodiste d'Arkadelphia, pendant deux ans. En 1930, il part à l'Université Emory d'Atlanta, où son oncle est le doyen des étudiants et professeur de sociologie. Après avoir obtenu son diplôme, il enseigne la composition anglaise pendant deux ans à Georgia Tech, toujours à Atlanta. Il y rencontre Will W. Alexander, chef de la Commission sur la coopération interraciale, et J. Saunders Redding, historien à l'Université d'Atlanta.
Woodward s'inscrit à l'école doctorale de l'Université Columbia en 1931 et obtient son M.A en 1932. À New York, Woodward rencontre et est influencé par W. E. B. Du Bois, Langston Hughes et d'autres personnalités associées au mouvement de la Renaissance de Harlem. Après avoir obtenu sa maîtrise en 1932, Woodward travaille pour la défense d'Angelo Herndon, un jeune membre du Parti communiste afro-américain accusé d'activités subversives. Il voyage également en Union soviétique et en Allemagne en 1932.
Il  fait des études supérieures en histoire et sociologie à l'Université de Caroline du Nord. Il obtient un doctorat en histoire en 1937, utilisant en guise de thèse le manuscrit qu'il avait déjà terminé sur Thomas E. Watson. Le directeur de la thèse de Woodward est Howard K. Beale, un spécialiste de la reconstruction qui a promu l'interprétation économique beardienne de l'histoire minimisant l'influence de l'idéologie et des idées et soulignant l'importance de l'intérêt personnel matériel comme facteur de motivation des acteurs.
Pendant la Seconde Guerre mondiale, Woodward sert dans la marine, chargé d'écrire l'histoire des grandes batailles. Son The Battle for Leyte Gulf (1947) est la référence concernant cette grande bataille navale.

## Carrière
Woodward, commençant politiquement à gauche, veut utiliser l'histoire pour explorer la dissidence. Il approche W. E. B. Du Bois pour écrire sur lui, et envisage de faire suivre sa biographie de Watson avec un ouvrage portant sur la vie d'Eugene V. Debs. Il choisit finalement l'homme politique géorgien Tom Watson, qui dans les années 1890 est un leader populiste concentrant la colère et la haine des Blancs pauvres contre l'establishment, les banques, les chemins de fer et les hommes d'affaires. Watson en 1908 est le candidat présidentiel du Parti populiste, mobilisant son électorat blanc et pauvre avec contre les noirs. Il est également un promoteur du lynchage,.

### The Strange Career of Jim Crow
Le livre le plus influent de Woodward est The Strange Career of Jim Crow (1955), dans lequel il explique que la ségrégation est un développement politique relativement tardif et n'était pas inévitable. Après la décision de la Cour suprême dans Brown v. Board of Education, au printemps 1954, Woodward donne les conférences à l'Université de Virginie. Ses conférences sont publiées en 1955 sous le titre The Strange Career of Jim Crow. En mars 1965, à Montgomery, en Alabama, Martin Luther King Jr. déclare que l'ouvrage constitue « la bible historique du mouvement des droits civiques ». Woodward est dans le public à cette occasion. Le recueil atteint un large public et contribue à façonner le mouvement des droits civiques des années 1950 et 1960.
Les lois Jim Crow, soutient Woodward, ne faisaient pas partie des conséquences immédiates de la reconstruction ; elles sont venues plus tard et n'étaient pas inévitables. À la suite du compromis de 1877, dans les années 1880, il y avait des pratiques informelles localisées de séparation raciale dans certains domaines de la société, ainsi que ce qu'il appelait des « alternatives oubliées », dans d'autres. Enfin, les années 1890 ont vu les sudistes blancs « capituler devant le racisme » pour créer « un Jim Crowism légalement défini, rigoureusement appliqué et à l'échelle de l'État ».

### Origins of the New South, 1877–1913
Origins of the New South, 1877–1913 est publié en 1951 par les Louisiana State University Press en plusieurs volumes. Il combine le thème beardien des forces économiques façonnant l'histoire et le ton faulknérien de la tragédie et du déclin. Il insiste sur la discontinuité de la période et rejette à la fois les images romantiques populaires d'avant-guerre typiques de l'idéologie Lost Cause et l'analyse d'un boom commercial trop optimiste des adeptes du concept de New South. Sheldon Hackney, un étudiant de Woodward, a salué le livre.

### Nominations, enseignement et récompenses
Woodward est élu à l'Académie américaine des arts et des sciences en 1958 et à l'American Philosophical Society en 1959,.
Woodward enseigne à l'Université Johns-Hopkins de 1946 à 1961. Il devient Sterling Professor of History à Yale de 1961 à 1977, où il enseigne à la fois aux étudiants diplômés et aux étudiants de premier cycle. Il a beaucoup écrit mais peu de recherches originales à Yale, écrivant fréquemment des essais pour des publications telles que la New York Review of Books. Il dirige des dizaines de thèses de doctorat, dont celles de
- John W. Blassingame, ancien président du programme d'études afro-américaines à Yale ;
- Daniel W. Crofts, ancien directeur du département d'histoire du College of New Jersey ;
- James M. McPherson, professeur d'histoire à l'Université de Princeton ;
- Patricia Nelson Limerick, professeur d'histoire à l'Université du Colorado à Boulder ;
- Michel Wayne, professeur d'histoire à l'Université de Toronto ;
- Steven Hahn, professeur d'histoire à l'Université de Pennsylvanie ;
- John Herbert Roper, titulaire de la chaire Richardson d'histoire américaine à l'Emory &amp; Henry College ;
- David L. Carlton, professeur d'histoire à l'Université Vanderbilt ;
- Barbara Fields, professeur d'histoire à l'Université Columbia.

En 1974, le United States House Committee on the Judiciary demande à Woodward une étude historique des inconduites dans les administrations précédentes et des réactions des présidents concernés. Woodward dirige un groupe de quatorze historiens, et ils produisent un rapport de 400 pages en moins de quatre mois, nommé Responses of the Presidents to Charges of Misconduct .
En 1978, le National Endowment for the Humanities sélectionne Woodward pour la Jefferson lecture, la plus haute distinction du gouvernement fédéral, pour ses réalisations dans le domaine des sciences humaines. Sa conférence, intitulée « La vision européenne de l'Amérique » a ensuite été incorporée dans son livre Le Nouveau Monde de l'Ancien Monde.
Woodward remporte le prix Pulitzer d'histoire en 1982 pour Mary Chesnut's Civil War, une version commentée du journal de Mary Chesnut sur la guerre de Sécession. Il remporte le prix Bancroft pour Origins of the New South.

## Passage au conservatisme
Peter Novick dit : « Vann Woodward a toujours été très en conflit avec le « présentisme » de son travail. Il a alterné entre le nier, le définir et s'en excuser. ». L'historien britannique Michael O'Brien, l'éditeur des lettres de Woodward en 2013, dit que dans les années 1970 :
Il est devenu très troublé par la montée du mouvement du Black Power, n'aimait pas la discrimination positive, ne s'est jamais attaché au féminisme, s'est méfié de tout ce qu'on a appelé « théorie » et est devenu un fervent opposant au multiculturalisme et au « politiquement correct ».
En 1969, en tant que président de l'American Historical Association, Woodward s'est engagé contre une proposition des historiens de la Nouvelle Gauche dont l'objectif était de politiser l'organisation. Il a ensuite écrit à sa fille: « Les préparatifs ont porté leurs fruits et j'avais à peu près anticipé les actions des Rads [radicaux] à tous les niveaux. ».
En 1975-1976, Woodward mène une lutte infructueuse à Yale pour bloquer la nomination temporaire de l'historien communiste Herbert Aptheker pour enseigner un cours. Les radicaux ont dénoncé ses actions mais un comité mixte de l'Organisation des historiens américains et de l'American Historical Association disculpe le processus et constate qu'il n'y a aucune preuve que des critères politiques aient été utilisés. En 1987, il rejoint les universitaires conservateurs qui composent la National Association of Scholars, un groupe explicitement opposé à la gauche dans le champ académique. Woodward écrit une critique favorable dans la New York Review of Books de l'ouvrage Illiberal Education: The Politics of Race and Sex on Campus, de  Dinesh D'Souza, figure du néoconservatisme reaganien. Il déclare également que l'Université Duke a mobilisé des critères raciaux lorsqu'elle a embauché l'historien John Hope Franklin ; Franklin et Woodward se disputaient publiquement. Hackney, l'un de ses étudiants, dit : « Woodward est devenu un vif critique du « politiquement correct » et, à d'autres égards, a semblé avoir changé de place à la table politique. ».

## Mort et héritage
C. Vann Woodward est décédé le 17 décembre 1999 à Hamden, dans le Connecticut, à l'âge de 91 ans.

Avant sa mort, Woodward a souhaité avertir les académiciens que, selon lui, ces derniers avaient eux-mêmes abdiqué leur rôle de conteurs :
Les professionnels font bien d'appliquer avec prudence le terme « amateur » à l'historien qui n'est pas dans leurs rangs. Le mot a des connotations dépréciatives et condescendantes qui se retournent parfois contre lui. Cela est particulièrement vrai de l'histoire narrative, que les non-professionnels ont pratiquement prise en charge. Le flétrissement progressif de l'impulsion narrative au profit de l'impulsion analytique chez les historiens universitaires professionnels a entraîné une quasi-abdication du rôle le plus ancien et le plus honoré de l'historien, celui de conteur. Ayant abdiqué... le professionnel est mal placé pour fréquenter les amateurs qui remplissent la fonction nécessaire qu'il a abandonnée.
La Southern Historical Association a créé le prix de thèse C. Vann Woodward, décerné chaque année à la meilleure thèse sur l'histoire du Sud. Il y a une chaire d'histoire Peter V. et C. Vann Woodward à Yale ; elle est maintenant détenu par l'historienne du sud Glenda Gilmore. Peter était le fils de Woodward, décédé à 26 ans en 1969.
Il était membre fondateur de la Fellowship of Southern Writers.

## Travaux

### Livres
- Tom Watson, Agrarian Rebel (1938)
- The Battle for Leyte Gulf (1947, nouvelle ed. 1965)
- Origins of the New South, 1877–1913 (1951) borrow for 14 days
- Reunion and Reaction: The Compromise of 1877 and the End of Reconstruction (1951, édition révisée en 1991)
- The Strange Career of Jim Crow. (1re ed. Février 1955 ; 2de ed. Août 1965 ; 3e ed. NY:Oxford University Press, 1974).  (ISBN 978-0-19-501805-9). borrow for 14 days
- The Age of Reinterpretation (1961). pamphlet
- The Burden of Southern History (1955; 3e ed. 1993)
- The Comparative Approach to American History (1968)
- American Counterpoint (1971). essais.
- Mary Chesnut's Civil War (1981), éditeur. Prix Pulitzer d'histoire.
- Oxford History of the United States (1982–2018), directeur.
- The Private Mary Chestnut: The Unpublished Civil War Diaries (1984) éditeur, avec Elizabeth Muhlenfeld.
- Thinking Back: The Perils of Writing History (Louisiana State University Press, 1986). mémoires.
- The Old World's New World (1991). lectures
- The Letters of C. Vann Woodward. édité par Michael O'Brien, (Yale University Press, 2013)

### Principaux articles de revues
- "Tom Watson and the Negro in Agrarian Politics". Journal of Southern History, Vol. 4, No. 1 (Feb., 1938), pp. 14–33.
- "The Irony of Southern History". Journal of Southern History, Vol. 19, No. 1 (Feb., 1953), pp. 3–19.
- "The Political Legacy of Reconstruction". Journal of Negro Education, Vol. 26, No. 3, The Negro Voter in the South (Summer, 1957), pp. 231–240.
- "The Age of Reinterpretation". American Historical Review, Vol. 66, No. 1 (Oct., 1960), pp. 1–19.
- "Seeds of Failure in Radical Race Policy". Proceedings of the American Philosophical Society, Vol. 110, No. 1 (Feb. 18, 1966), pp. 1–9.
- "History and the Third Culture". Journal of Contemporary History, Vol. 3, No. 2, Reappraisals (Apr., 1968), pp. 23–35.
- "The Southern Ethic in a Puritan World". William and Mary Quarterly, Vol. 25, No. 3 (Jul., 1968), pp. 344–370.
- "Clio With Soul". Journal of American History, Vol. 56, No. 1 (June, 1969), pp. 5–20.
- "The Future of the Past". American Historical Review, Vol. 75, No. 3 (Feb., 1970), pp. 711–726.
- "The Erosion of Academic Privileges and Immunities". Daedalus, Vol. 103, No. 4, (Fall, 1974), pp. 33–37.
- "The Aging of America". American Historical Review, Vol. 82, No. 3 (Jun., 1977), pp. 583–594.
- "The Fall of the American Adam". Bulletin of the American Academy of Arts and Sciences, Vol. 35, No. 2 (Nov., 1981), pp. 26–34.
- "Strange Career Critics: Long May they Persevere". Journal of American History, Vol. 75, No. 3 (Dec., 1988), pp. 857–868.
- "Look Away, Look Away". Journal of Southern History, Vol. 59, No. 3 (Aug., 1993), pp. 487–504.